# Eleição do Presidente da Confederação Helvética de 2019
A eleição do Presidente e Vice-Presidente da Confederação Helvética de 2019 foi realizada em 11 de dezembro de 2019 na Assembleia Federal Unida da Suíça (ambas as câmaras do parlamento recém-eleito), com o objetivo de eleger o Presidente e o Vice-Presidente da Confederação Helvética para o mandato de 2020.
Simonetta Sommaruga foi eleita presidente federal com 186 votos e Guy Parmelin foi eleito vice-presidente com 168 votos.

## Sistema eleitoral
O Presidente da Confederação é eleito pela Assembleia Federal, reunindo o Conselho Nacional e o Conselho dos Estados, na segunda quarta-feira da sessão de inverno. O mandato tem a duração de um ano e corresponde ao ano civil (de 1 de janeiro a 31 de dezembro). Não é imediatamente elegível para reeleição, mas pode servir vários mandatos não consecutivos.
O costume de ascensão à presidência da Confederação leva em conta a antiguidade e implica que o novo presidente ocupe a presidência de colegas eleitos antes dele para o governo.
As regras relativas ao Presidente da Confederação estão contidas no artigo 176.º da Constituição Federal e nos artigos 25.º a 29.º da Lei de Organização do Governo e da Administração.

## Resultados

### Presidente
| Candidato               | Candidato               | Partidos apoiantes      | 1ª Volta | 1ª Volta        |
| Candidato               | Candidato               | Partidos apoiantes      | Votos    | %               |
| ----------------------- | ----------------------- | ----------------------- | -------- | --------------- |
|                         | Simonetta Sommaruga     | SPS/PSS                 | 186      | 76,54 / 100,00  |
|                         | Outros                  |                         | 14       | 5,76 / 100,00   |
| Votos Inválidos         | Votos Inválidos         | Votos Inválidos         | 43       | 17,70 / 100,00  |
| Total                   | Total                   | Total                   | 243      | 100,00 / 100,00 |
| Eleitorado/Participação | Eleitorado/Participação | Eleitorado/Participação | 246      | 99,19 / 100,00  |
| Fonte                   | Fonte                   | Fonte                   | [ 6 ]    | [ 6 ]           |

### Vice-Presidente
| Candidato               | Candidato               | Partidos apoiantes      | 1ª Volta | 1ª Volta        |
| Candidato               | Candidato               | Partidos apoiantes      | Votos    | %               |
| ----------------------- | ----------------------- | ----------------------- | -------- | --------------- |
|                         | Guy Parmelin            | SVP/UDC                 | 168      | 70,59 / 100,00  |
|                         | Outros                  |                         | 15       | 6,30 / 100,00   |
| Votos Inválidos         | Votos Inválidos         | Votos Inválidos         | 55       | 23,11 / 100,00  |
| Total                   | Total                   | Total                   | 238      | 100,00 / 100,00 |
| Eleitorado/Participação | Eleitorado/Participação | Eleitorado/Participação | 246      | 96,75 / 100,00  |
| Fonte                   | Fonte                   | Fonte                   | [ 3 ]    | [ 3 ]           |